# Ђуртелеку Хододулуј (Сату Маре)
Ђуртелеку Хододулуј (рум. Giurtelecu Hododului) насеље је у Румунији у округу Сату Маре у општини Ходод. Oпштина се налази на надморској висини од 208 m.

## Становништво
Према подацима из 2002. године у насељу је живело 816 становника.

### Попис2002.
| Расподела становништва по националности 2002.‍ | Расподела становништва по националности 2002.‍ | Расподела становништва по националности 2002.‍ | Расподела становништва по националности 2002.‍ | Расподела становништва по националности 2002.‍ |
| --------------------------------------------- | --------------------------------------------- | --------------------------------------------- | --------------------------------------------- | --------------------------------------------- |
|                                               |                                               |                                               |                                               |                                               |
| Румуни                                        | Румуни                                        |                                               | 807                                           | 99,0%                                         |
| Мађари                                        | Мађари                                        |                                               | 8                                             | 1,0%                                          |